# 위험한 선택 (1991년 영화)
《위험한 선택》(Proof)은 오스트레일리아에서 제작된 조셀린 무어하우스 감독의 1991년 코미디 영화이다. 휴고 위빙 등이 주연으로 출연하였고 린다 하우스 등이 제작에 참여하였다. AACTA 어워드에서 5개의 다른 상(Best Director, Weaving for Best Leading Actor, Crowe for Best Supporting Actor)과 더불어 Best Film으로 선정되었다.

## 출연

### 주연
- 휴고 위빙
- 제네비에브 피콧
- 러셀 크로우

### 조연
- 헤더 밋첼
- 다니엘 폴락
- 프랭키 J. 홀든
- 프랭크 갈러처
- 클리프 엘렌

## 기타
- 조감독: 토니 마후드
- 미술: 패트릭 리어든
- 의상: 케리 마조코

## 같이 보기
- 오스트레일리아 영화